# Go Fish
Go Fish är en amerikansk film från 1994 skriven och regisserad av Rose Troche och Guinevere Turner.